# 폴 스티븐스

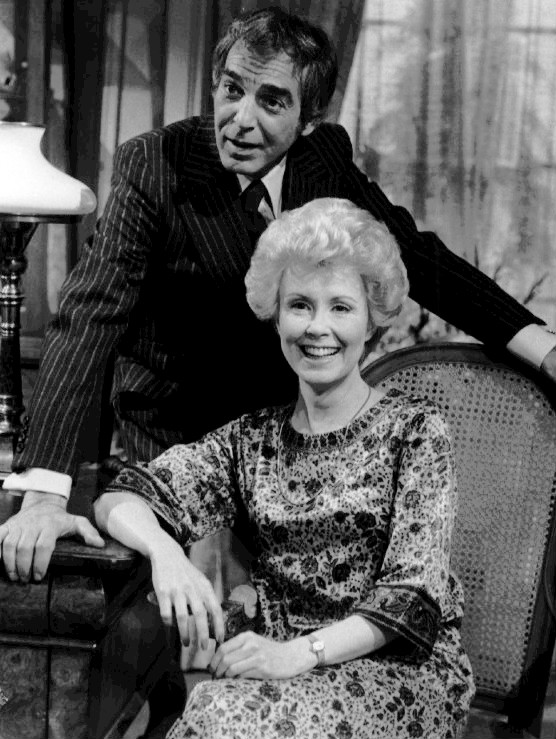

폴 스티븐스(Paul Stevens, 1921년 1월 17일 ~ 1986년 6월 4일)는 미국의 배우, 텔레비전 배우이다.
로스앤젤레스에서 태어났으며 뉴욕에서 사망하였다.

## 영화
- 혹성 탈출 5 - 최후의 생존자 (1973년) - 멘데즈 역
- 분노의 계절 (1972년)
- 패튼 대전차 군단 (1970년) - Lt. Col. 찰스 R. 코드맨 역
- 말로우 (1969년)
- 닥터 게논 (1969년)
- 하와이 5-0수사대 (1968년)
- 7인조 도둑 (1968년)
- 제5전선 (1966년)
- 애드바이즈 앤 컨센트 (1962년) - 루이스 뉴본 역
- 워싱턴 정가 (1962년)
- 마스크 (1961년)
- 영광의 탈출 (1960년)
- 딜론 보안관 (1955년)
- 스튜디오 원 (1948년)